# Брод (Гдовский район)
Брод  — деревня в Гдовском районе Псковской области России. Входит в состав Плесновской волости.

## География
Деревня находится в северной части Псковской области, на востоке района, в зоне хвойно-широколиственных лесов, на берегу реки Плюсса, при впадении притока ручья Мельничный, в 36 км к юго-востоку от города Гдова, административного центра района.

### Климат
Климат характеризуется как умеренно континентальный, с относительно коротким тёплым летом и продолжительной, как правило, снежной зимой. Средняя многолетняя температура самого холодного месяца (января) составляет −8 °С, температура самого тёплого (июля) — +17,4 °С. Среднегодовое количество осадков — 684 мм.

## История
Первое упоминание деревни находится в писцовой книге Прибужской волости 1581/82 года (сохранилось только самое начало описания).

«(Дрв) Брод: (в) Васка Федоров да Иванко Филипов»— [РГАДА, Ф.1209, Оп. 1, № 968, л. 522 об.]

## Население
| 2001 | 2002 | 2010 |
| ---- | ---- | ---- |
| 44   | ↗133 | ↘39  |

Согласно результатам переписи 2002 года, в национальной структуре населения русские составляли 100 %.

## Инфраструктура
Личное подсобное хозяйство с зоной сельскохозяйственного использования, индивидуальная застройка усадебного типа. Всего 42 дома
В деревне на реке Плюссе работает водомерный гидрологический пост I разряда.

## Достопримечательности
Кирпичное здание бывшего охотничьего дома князей Салтыковых, до недавнего времени в котором располагался дом инвалидов и престарелых.

## Транспорт
Просёлочная дорога.